# كارول بيليكي
كارول بيليكي (بالبولندية: Karol Bielecki) مواليد 23 يناير 1982 في بولندا، هو لاعب كرة يد بولندي يلعب كظهير أيسر. يلعب حاليا مع فيف تارغي كيلسي ويحمل الرقم 14. مثل منتخب بولندا لكرة اليد. شارك في دورة الألعاب الأولمبية الصيفية سنة 2008. حقق المركز الثاني في بطولة العالم لكرة اليد للرجال 2007.

## المسيرة الاحترافية
لعب مع فيف تارغي كيلسي من سنة 1999 إلى 2004، ثم لعب مع نادي ماغديبورغ لكرة اليد في الدوري الألماني من سنة 2004 إلى 2007، ثم لعب مع فيف تارغي كيلسي في سنة 2012.

## سجل المنافسة
شارك في البطولات التالية:
- بطولة العالم لكرة اليد للرجال 2015
- بطولة أوروبا لكرة اليد للرجال 2012
- بطولة أوروبا لكرة اليد للرجال 2014
- بطولة أوروبا لكرة اليد للرجال 2016
- الألعاب الأولمبية الصيفية 2016

## الميداليات
| الميدالية | المسابقة                           |
| --------- | ---------------------------------- |
| فضية      | بطولة العالم لكرة اليد للرجال 2007 |
| برونزية   | بطولة العالم لكرة اليد للرجال 2009 |
| برونزية   | بطولة العالم لكرة اليد للرجال 2015 |

## روابط خارجية
- كارول بيليكي على موقع الاتحاد الأوروبي لكرة اليد (الإنجليزية)
- كارول بيليكي على موقع اللجنة الأولمبية الدولية (الإنجليزية)
- كارول بيليكي على موقع أوليمبيديا (الإنجليزية)
- كارول بيليكي على موقع اللجنة الأولمبية البولندية (مؤرشف) (البولندية)